# Eeuwig Edict (1577)

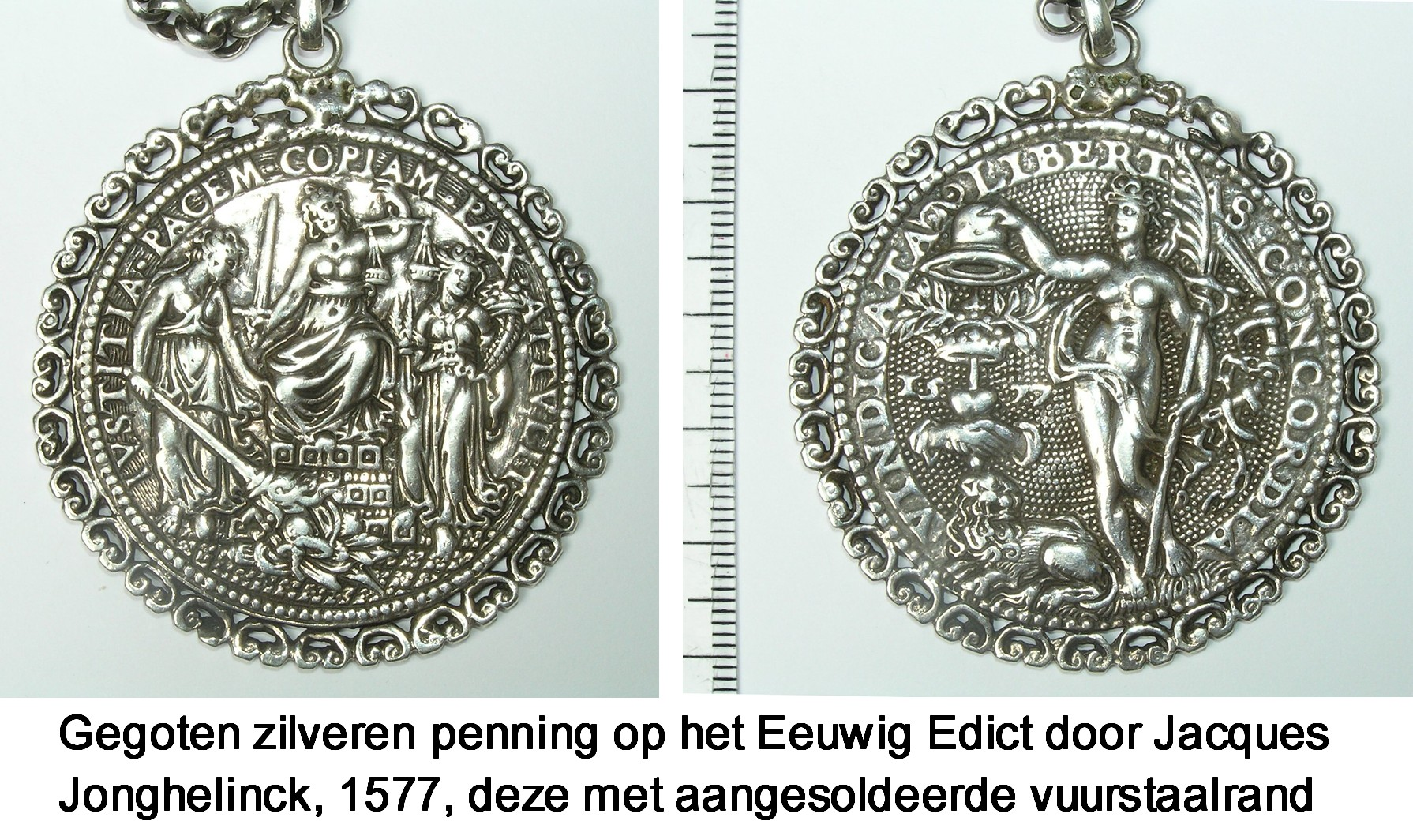
Geuzenpenning door Jacob Jonghelinck.

Het Eeuwig Edict was een overeenkomst afgesloten door de Spaanse landvoogd van de Nederlanden Don Juan van Oostenrijk en de Staten-Generaal op 12 februari 1577 in Marche-en-Famenne. De afkondiging vond plaats op 27 februari.
De partijen kwamen overeen de Pacificatie van Gent te eerbiedigen en af te zien van elke alliantie die tegen het edict zou ingaan. De opstandige provincies beloofden voorts om Filips II te erkennen als landsheer en Juan van Oostenrijk als landvoogd. Ze verbonden zich er ook toe om het katholicisme te respecteren en te handhaven. Van Spaanse kant werd een algemene amnestie toegestaan en de verbintenis om de Spaanse troepen uit de Nederlanden terug te trekken (met uitzondering van Luxemburg), binnen de twintig dagen na bekrachtiging van het edict door Filips. Voor de huursoldaten zou de koning zelf een afkoopsom regelen, terwijl de terugtrekkende troepen van voornamelijk Spanjaarden en Italianen door de Staten uitbetaald zouden worden met een som van 600.000 pond.
Filips bekrachtigde het edict onder protest op 7 april 1577. Hierdoor was de weg vrij voor de aanvaarding van Juan als gouverneur. Op 10 mei kon hij zijn Blijde Intrede maken in Brussel. De gematigd katholieke hertog van Aarschot had een belangrijke rol gespeeld bij het tot stand komen van de vrede.
Dankzij het edict kwam er een wapenstilstand in de Tachtigjarige Oorlog. De gehate Spaanse soldaten trokken zich tijdelijk terug en er brak een korte periode van vrede aan. De soldaten gingen echter niet terug naar Spanje: het leeuwendeel verzamelde zich bij Don Juan in Luxemburg, dat koningsgezind was gebleven.
Don Juan maakte op 24 juli 1577 zelf een einde aan de afspraak, door de Citadel van Namen in te nemen. Dit was een schending van het Eeuwig Edict, die tot gevolg had dat de oorlog werd voortgezet. Er zou nog een verzoeningspoging volgen met de Unie van Brussel, maar uiteindelijk vielen de Nederlanden uiteen in twee kampen: de Unie van Atrecht en de Unie van Utrecht.